# Sierra de San Gabriel

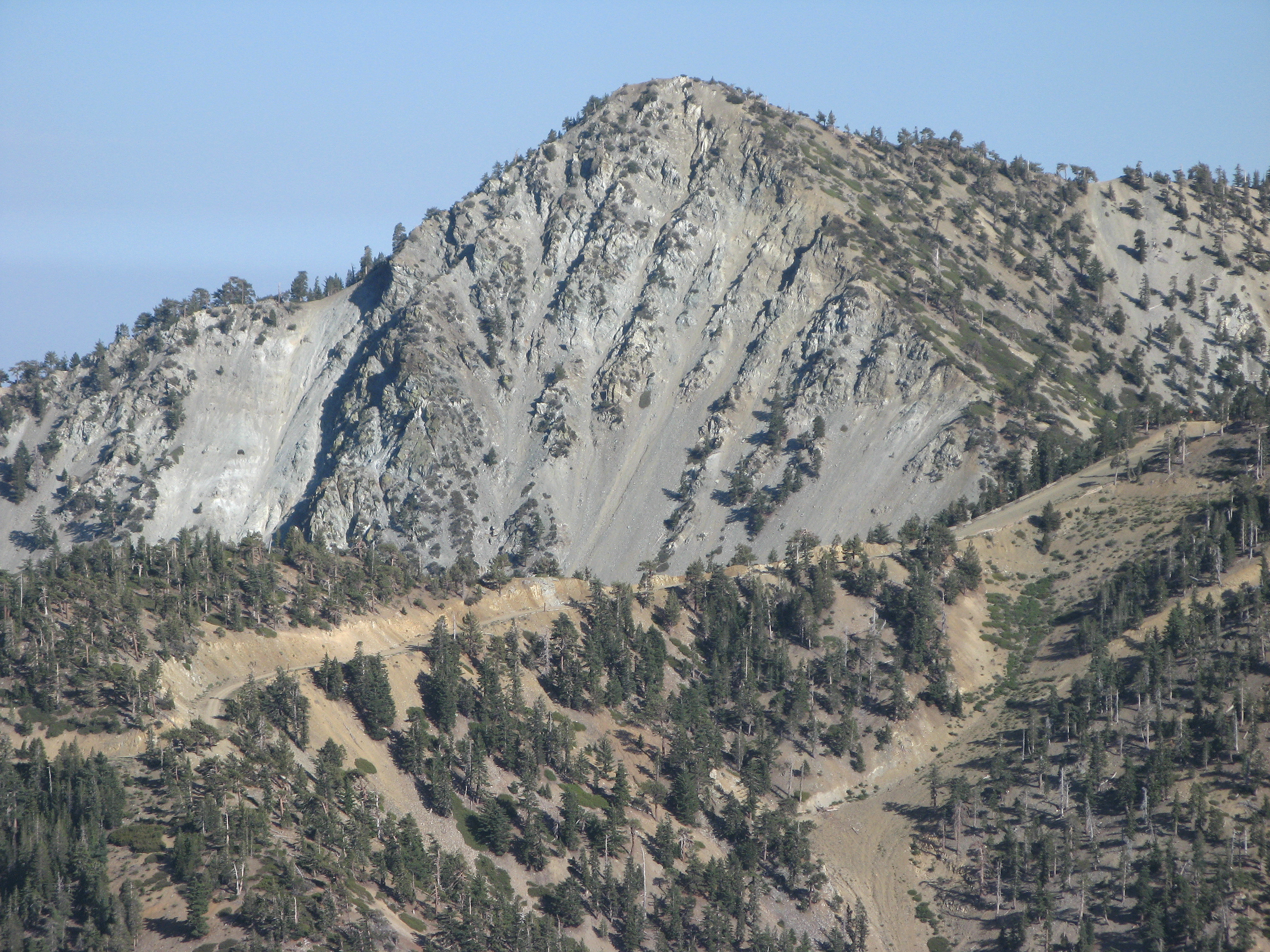
El pico Telégrafo visto desde el risco del Espinazo del Diablo en el monte San Antonio.

La sierra de San Gabriel es una sierra ubicada al norte del condado de Los Ángeles en California y al oeste del condado de San Bernardino en los Estados Unidos de América. La sierra forma una barrera entre el desierto de Mojave y el área del Gran Los Ángeles.  El punto más elevado de la sierra es el monte San Antonio.  Otro pico conocido es el monte Wilson, famoso por el observatorio del monte Wilson y por la granja de antenas, desde donde retransmiten múltiples medios locales. El observatorio puede ser visitado por el público.

## Ecología
Se pueden encontrar numerosas especies de flora y fauna en la sierra de San Gabriel, especialmente en los diferentes microclimas y las variaciones en altitud. Se pueden encontrar tanto áreas de coníferas como bosques de hojas anchas, incluyendo algunas especies endémicas.  Entre las cuales encontramos el Leather Oak que se puede encontrar en la sierra de San Gabriel.

## Transporte
La principal carretera que recorre la sierra de San Gabriel es la autopista de Angeles Crest y la interestatal 2.

## Otras sierras cercanas

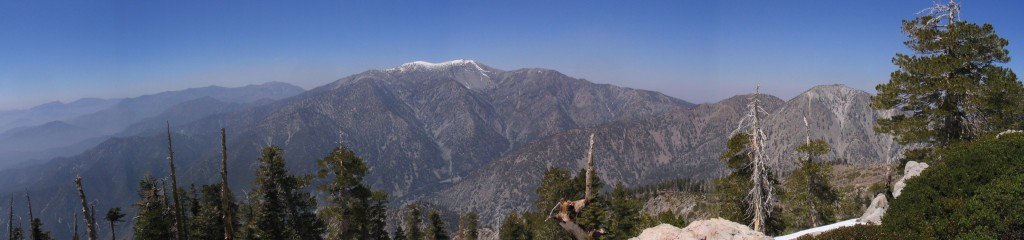
Panorama de la sierra desde el pico Ontario hacia el oeste y norte, con el monte Baldy al centro.

- Colinas de San Rafael
- Sierra de los Verdugos
- Sierra de San Bernardino
- Sierra de Santa Susana
- Sierra de Santa Mónica
- Sierra Pelona
- Sierra de Tehachapi